# Jede Menge Leben
Jede Menge Leben ist eine Seifenoper, die vom 7. März 1995 bis zum 30. September 1996 im ZDF ausgestrahlt wurde. Die Serie umfasst 376 Folgen und einen 57-minütigen Pilotfilm. Es war die erste vom ZDF produzierte tägliche Serie.

## Hintergrund
Ausführende Produktionsfirma war die Colonia Media Filmproduktions GmbH. Gedreht wurde in einem Fernsehstudio im Industriegebiet von Köln-Ossendorf. Die extra für die Serie gebaute Halle umfasste etwa 1000 m² mit den Drehmotiven der Haupthandlungsorte.

## Handlung
Die Handlung der Serie spielte in Köln. Es wurden verschiedene gesellschaftliche Probleme des Alltags aufgegriffen. An der Serie waren einige namhafte Autoren und Regisseure beteiligt, um möglichst realitätsnahe Charaktere zu entwickeln.
Im Mittelpunkt der Geschehnisse steht die Ärztin Dorothee Berger und ihre Familie. Viele der weiteren vorkommenden Charaktere und Familien haben wiederum irgendeine Verbindung zur Familie Berger.

## Ausstrahlung
Im ZDF lief die Serie zunächst dienstags und donnerstags um 18:30 Uhr, später dann montags bis freitags um 16:35 Uhr. Wegen schlechter Einschaltquoten wurde die Ausstrahlung am 30. September 1996 mit Folge 313 beendet. Um einen sinnvollen Schluss darzustellen, wurde diese Folge – großteils mit Ausschnitten aus späteren Folgen – um etwa zehn Minuten verlängert. 98 Folgen der Serie wurden 1999 auf tm3 wiederholt. Außerhalb Deutschlands wurde die Serie bislang in der Schweiz und in Österreich ausgestrahlt. Auf SRF 1 wurden nicht alle Folgen gezeigt. Hier erfolgte die Ausstrahlung vom 15. November 1999 bis 30. November 2000 montags bis freitags um 15:15 Uhr, wobei ab 23. Oktober 2000 Doppelfolgen gesendet wurden. ORF 2 zeigte vom 7. Januar 2004 bis 25. Juli 2005 montags bis freitags um 13:40 Uhr (Wiederholung um 9:50 Uhr) alle Folgen samt dem auf drei Folgen aufgeteilten Pilotfilm.
Kurz nach der Ausstrahlung der ersten Folgen wurde ein 20-minütiges Making-of im ZDF gezeigt. Ferner gab es 17 Zusammenschnitte, die von Juni bis September 1995 in der Nacht von Samstag auf Sonntag als Wochen-Zusammenfassung liefen.
Ein Serien-Special gab es innerhalb des ZDF-Filmes „Das größte Fest des Jahres – Weihnachten bei unseren Fernsehfamilien“, der am 23. Dezember 1995 ausgestrahlt wurde.
Von 1. Januar 2016 bis 8. Juli 2016 wurde die gesamte Serie auf ZDFkultur täglich in Doppelfolgen um 17:15 Uhr (ab Juni meist um 17:05 Uhr) gesendet. Ab 11:15 Uhr (ab Juni meist um 11:05 Uhr) wurden die Wiederholungen der letzten beiden Tage ausgestrahlt. Am 6. Juni 2016 wurden beide Versionen der Folge 313 gesendet.

## Besetzung

### Hauptdarsteller
| Schauspieler             | Rollenname                        | Folgen                             |
| ------------------------ | --------------------------------- | ---------------------------------- |
| Mariella Ahrens          | Claire Herzog                     | 127–231                            |
| Michou Pascale Anderson  | Sammy Schmole, geb. Cunningham    | 2–376                              |
| Jimmy Boeven             | Patrick Schmole                   | 1–376                              |
| Martin Bruhn             | Gregor Wischnewski                | 16–376                             |
| Petra Csecsei            | Jenny Wischnewski                 | 1–376                              |
| Oliver Deska             | Mike Hassencamp                   | 3–166                              |
| Holger Doellmann         | Leander Kilian †                  | 300–363                            |
| Béla Erny                | Clemens Berger †                  | Pilotfilm, 1–12, 72                |
| Mareike Fell             | Mia Grasshoff                     | 4–376                              |
| Hermann Giefer           | Matthias Hassencamp               | Pilotfilm, 1–204                   |
| Karl-Heinz Gierke        | Hansjörg Fuchs                    | 1–376                              |
| Nikolaus Gröbe           | Dr. Paul Steiner #2               | 91–146                             |
| Rudi Knauss              | Achim Kleinhammes †               | 31–131                             |
| Vita Kowala              | Herta Fuchs, geb. Plönz           | 192–376                            |
| Arno Maubach             | Dieter Löskow #2                  | 155–174                            |
| Giuseppe Michael Mautone | Klaus Wischnewski                 | 16–74, 108–120, 185–376            |
| Marliese Mirkoff         | Karin Fuchs †                     | 1–173                              |
| Anja Nejarri             | Nina Pütz                         | 1–15, 36–376                       |
| Patricia Netzer          | Carmen Steiner, geb. Neubert      | 55–185                             |
| Heiko Obermöller         | Dieter Löskow #1                  | 72, 95–133                         |
| Karyn von Ostholt        | Gisela Wischnewski, geb. Hermann  | 16–376                             |
| Birgit Pistohl           | Betty Bronner                     | 236–376                            |
| Markus Pfeiffer          | Julian Berger                     | Pilotfilm, 1–376                   |
| Angelika Reißner         | Nicole Fuchs                      | 8–376                              |
| Oliver Sauer             | Micha Petersen                    | 242–376                            |
| Matthias Schloo          | Niko Berger                       | Pilotfilm, 1–376                   |
| Matthias Schlüter        | John Winslow                      | 3–174                              |
| Lars Schmidtke           | Robert Herzog                     | 2–376                              |
| Michael Schwarzmaier     | Marius Grasshoff                  | 4–177, 232–234                     |
| Olivia Silhavy           | Dorothee Berger, geb. Kleinhammes | Pilotfilm, 1–376                   |
| Myriam Stark             | Hanna Hassencamp                  | Pilotfilm, 1–136, 164–204          |
| Udo Thies                | Dr. Paul Steiner #1               | 1–85, 147–376                      |
| Kristina Walter          | Maria Kleinhammes                 | Pilotfilm, 32–88, 124–261, 303–305 |
| Constanze Wendel         | Dr. Angela Rosen                  | 124–376                            |
| Alexandra Wilcke         | Constanze Ford                    | 324–376                            |
| Claus Wilcke             | Konstantin Rosen                  | 194–376                            |
| Daniel Wuschansky        | Moritz Kilian                     | 306–376                            |

### Nebendarsteller
| Schauspieler         | Rollenname          | Folgen                                       | Bemerkungen                                                                  |
| -------------------- | ------------------- | -------------------------------------------- | ---------------------------------------------------------------------------- |
| Vandelis Dionsiadis  | Rosario             | 246–373                                      | Kellner im Restaurant „Finize“                                               |
| Halük P. Kömürcü     | Halük Kömürcü       | 197–198, 211, 250, 278–296, 342–346, 374–376 | Stammgast im Club „RC“                                                       |
| Margit Laue          | Frau Kern           | 4–10, 49–103, 156–160, 210, 235–236          | Sekretärin bei „Bau 2000“                                                    |
| Eugen May            | Jimmy               | 2–193                                        | Fotograf in der Agentur Hassencamp                                           |
| Volkmar Olms         | Dr. Claudius Scholz | 184–249                                      | Oberarzt im Krankenhaus                                                      |
| Andrea Schulte       | Regine Geisler      | 8, 25–43, 97–376                             | Sprechstundenhilfe in der Arztpraxis, später Krankenschwester im Krankenhaus |
| Christiane Sturm     | Inge                | 3–204                                        | Haushälterin der Familie Hassencamp                                          |
| Petra Vieten         | Brigitte            | 2–91, 135–168                                | Sekretärin in der Agentur Hassencamp                                         |
| Birgitta Weizenegger | Frau Reuter         | 70–95                                        | Sprechstundenhilfe in der Arztpraxis                                         |
| Daniel Wiemer        | Stefan              | 4–145                                        | Stammgast im Club „RC“                                                       |

### Gastdarsteller
| Schauspieler        | Rollenname           | Folgen                                  |
| ------------------- | -------------------- | --------------------------------------- |
| Fadia Abu Samra     | Nikita               | 251–266, 323–334                        |
| Frank Albrecht      | Arnulf Hertel        | 172, 198–201                            |
| Regine Andratschke  | Viviane Dierbach     | 16–19, 41–66                            |
| Anthony Arndt       | Fausto Valentini     | 242–287                                 |
| Hans Bayer          | Peter Grasshoff      | 75–86, 122                              |
| Liz Becker          | Frau Bittermann      | 211–219                                 |
| Aisha Blackwell     | Aisha Cunningham     | 293–298                                 |
| Undine Brixner      | Margit Rosen †       | 185–190, 218–284                        |
| Klaus Brothuhn      | Georg                | 136–150                                 |
| Frank Büssing       | Klaus Bussow         | 316–320, 339–340                        |
| Heinrich Cuipers    | Harry Heinersdorf †  | 185–186, 218–274                        |
| Andreas Engelmann   | Jakob Diefenbach     | 362–375                                 |
| Michael Evers       | Ludger Pabst †       | 184–200                                 |
| Kim Fatheuer        | Susanne Diefenbach   | 362–375                                 |
| Günther Fricke      | Herr Brüser          | 163, 200, 217–221                       |
| Astrid M. Fünderich | Jeanette Kraemer     | 166–185                                 |
| Gisela Gard         | Esther               | 2–9                                     |
| Katharina Grzymala  | Romana Dumitrescu    | 212–218                                 |
| Thomas Gumpert      | Dr. Willmer          | 177–203                                 |
| Christoph Hemrich   | Andreas Lutz         | 104–118                                 |
| Olaf Hensel-Kirscht | Stanko Schiwelic †   | 116–176                                 |
| Jana Hora           | Sue Schneider        | Pilotfilm, 1–12, 73–90                  |
| Martin Hunold       | Philipp Schedereit   | 180–189                                 |
| Heike Huhmann       | Irina Köppen         | 313–331                                 |
| Margie Kinsky       | Rosa Grasshoff       | 75–84, 122                              |
| Heike Kloss         | Corinna Bellmann     | 279–301                                 |
| Jürgen Kramer       | Ludwig Lüders        | 208–237, 298–299                        |
| Thomas Lang         | Thomas Müller        | 274–283                                 |
| Dirk Lange          | Holger               | 29–41, 66–69                            |
| Gottfried Mehlhorn  | Siegbert Fuhrmann    | 28–32, 89, 110–112                      |
| Catrin Möderler     | Marita Merida        | 184–201 301–302                         |
| Jürgen Morche       | Horst Bauer          | 52–88, 128–176, 199–244                 |
| Ulrich Moskopp      | Robert Wagner        | 213–218                                 |
| Jan Nissen          | Freddy Becker        | 355–373                                 |
| Oliver Otubanjo     | Oliver               | 294–298                                 |
| Katharina Palm      | Elke Schütt          | 101–133                                 |
| Olaf Ploetz         | Kommissar Heger      | 123–132                                 |
| Jan Georg Raffelt   | Uwe Kämper           | 281–296                                 |
| Jack Recknitz       | Rainer Wilferding    | 202–230                                 |
| Kerstin Reimann     | Andrea Schedereit    | 180–197                                 |
| Claus Ringer        | Theo Walter          | 118–123                                 |
| Georg Scharegg      | Frank von Hellbrecht | 156–190                                 |
| Horst D. Scheel     | Mark Scheel          | 242, 247, 282, 312, 320–322             |
| Ulrich Schmissat    | Fabian Franke        | 294–298, 361–367                        |
| Ingo Schmoll        | Thomas Tiedemann     | 189–210                                 |
| Hidde Schols        | Piet de Boer         | 195–227                                 |
| Hans-Peter Schupp   | Dr. Schaller         | 214–222, 238–242                        |
| Sophie Schütt       | Beate                | 16–41, 66–69                            |
| Susanne Seidler     | Sabine Martensen     | 187–229, 251–284, 300, 323, 372, 376    |
| Ute Soldierer       | Sandra Fellbusch     | 199–216, 304–376                        |
| Raymund Stahl       | Joost Amerong        | 280–282, 307–322                        |
| Winfried Stahlke    | Tibor Weyand         | 231–299                                 |
| Jochen Stern        | Gustav Paeffgen      | 211–216, 229–235, 265–266, 288, 309–310 |
| Alexander Virgolini | Martin Scherwitz †   | 78, 94, 118–150, 251–260                |
| Wolf-Dirk Vogeley   | Alfred Schneider     | 246–260                                 |
| Gerhild Voigtländer | Aniella Bellinis     | 265–266, 309–311                        |
| Vanessa Weckbecker  | Franka               | 354–375                                 |
| Daniel Werner       | Lothar Schedereit    | 183–189                                 |
| Birthe Wolter       | Danny Bruckner †     | 171–194                                 |

Innerhalb der Serie hatten unter anderem Mola Adebisi, Toni Schumacher, Erika Berger, Ralph Morgenstern, Franco Campana, Gunther Philipp, Ingo Schmoll, Raimund Harmstorf, Ludwig Hirsch und Maxi Biewer einen Gast-Auftritt.